# NGC 5009
NGC 5009 је спирална галаксија у сазвежђу Ловачки пси која се налази на NGC листи објеката дубоког неба.
Деклинација објекта је + 50° 5' 35" а ректасцензија 13h 10m 47,2s. Привидна величина (магнитуда) објекта NGC 5009 износи 14,5 а фотографска магнитуда 15,3. NGC 5009 је још познат и под ознакама UGC 8258, MCG 8-24-61, CGCG 245-25, PGC 45739.